# Сумбаєв Петро Петрович
Петро́ Петро́вич Сумба́єв (рос. Пётр Петрович Сумбаев; нар. 1892 — пом. 1957) — радянський військовий лікар, доцент, завідувач кафедри військово-медичної підготовки Молотовського медичного інституту. У 1935—1950 роках — ректор того ж інституту.
Похований на Єгошихинському кладовищі Пермі.